# Gustave Frédéric Dollfus
Gustave Frédéric Dollfus (* 26. November 1850 in Paris; † 6. November 1931 ebenda) war ein französischer Paläontologe, Geologe und Malakologe. Sein offizielles botanisches Autorenkürzel lautet „Dollfus“.

## Leben
Dollfus stammte aus einer bekannten Elsässer Familie aus Mühlhausen. Sein Vater war Frédéric Dollfus (1803–1856), seine Mutter Noémie Martin (1820–1915). Er interessierte sich seit seiner Kindheit für Naturgeschichte, wie auch sein Cousin Adrien Dollfus, der Gründer der Zeitschrift La Feuille des jeunes naturalistes. Nach dem Studium an der Sorbonne (1868 bis 1870) bei Edmond Hébert und 1871 bis 1873 in Lille bei Jules Gosselet arbeitete er ab 1879 für die französische geologische Landesaufnahme (Service de la carte géologique de la France), für die er rund ein Dutzend geologische Karten 1:80.000 erstellte.
Er war sehr an Anwendungen der Geologie interessiert, zum Beispiel dem Zusammenhang von Geologie und Hydrologie im Pariser Becken oder der Möglichkeit eines Tunnels unter dem Ärmelkanal. Er nutzte den Eisenbahnbau in Frankreich zum Studium neuer Aufschlüsse. Auf dem Besitz der Dollfus bei Mühlhausen wurde 1869 bei einer Bohrung Halit nachgewiesen, der Beginn der Entdeckung von Kalisalzlagern im Elsass.
Gustave Frédéric Dollfus wurde noch im Gründungsjahr 1912 Mitglied der Paläontologischen Gesellschaft.
1896 und 1916 war er Präsident der Société de géologie de France. 1923 erhielt er die Lyell-Medaille.
Er befasste sich mit Tertiär in der Normandie, dem Pariser Becken und Portugals und seiner Mollusken. Er schrieb eine bedeutende Abhandlung über das Aquitanium und eine umfangreiche Serie von Abhandlungen über Mollusken des Miozän im Loire-Becken. In seinem Buch Principes de géologie transformiste wandte er sich gegen Alcide Dessalines d’Orbigny und dessen Katastrophentheorien in der Nachfolge von Georges Cuvier. Dollfus war Lamarckist.
Er schrieb für die Revue critique de Paléozoologie von Maurice Cossmann (1850–1924).
Der Parasitologe Robert-Philippe Dollfus (1887–1976) war sein Sohn. Die Meeresschnecke Crysallida dollfusi und einige andere Tierarten sind ihm zu Ehren benannt.

## Schriften
- mit Philippe Dautzenberg: Conchyliologie du Miocéne moyen du Bassin de la Loire, Mémoires de la Société géologique de France,  1902 bis 1920
- Principes de géologie transformiste, application de la théorie de l'évolution à la géologie, 1874
- mit Émile-F. Vieillard: Etude géologique sur les terrains crétacés et tertiaires du Cotentin, 1875
- Essai sur l'extension des terrains tertiaires dans le bassin anglo-parisien, 1880
- Esquisse des terrains tertiaires de la Normandie, 1880
- Notice sur une nouvelle carte géologique des environs de Paris, Berlin 1885
- Descriptions de coquilles nouvelles des faluns de la Touraine, 1888
- Recherches géologiques sur les environs de Vichy (Allier), 1894
- Essai d´une histoire geologiques de la Seine et de la Loire, in: Livre jubilaire publié a l´occasion du Centenaire de la Societé geologique, 1930
- Les relations entre le structure geologique du Bassin de Paris et son hydrographie, Annales de Geographie 1900
- L´eau en Beauce, Bulletin des Services de la Carte, Nr. 107, Band 16, 1904/05
- Recherches sur les ondolations des couches tertiaires dans le Bassin de Paris, Bulletin des Services de la Carte, Nr. 14, Band 2, 1890/91
- Mollusques tertiaires du Portugal, 1909
- Essai sur l'étage Aquitanien 1909

Von ihm stammen geologische Karten von Paris und Umgebung 1:40.000, von Paris 1:320.000 sowie geologische Karten 1:80.000 von Paris, Melun, Fontainebleau, Rouen, Meaux, Chateaudun, Évreux, Chartres, Beaugency.